# قطعنامه ۱۷۳۹ شورای امنیت
قطعنامه  ۱۷۳۹ شورای امنیت سازمان ملل متحد که در تاریخ ۱۰ ژانویه ۲۰۰۷ تصویب شد، سندی بین‌المللی دربارهٔ بررسی وضعیت در ساحل عاج است. این قطعنامه طی نشست ۵۶۱۷ام با ۱۵ رای موافق، ۰ مخالف و ۰ ممتنع تصویب شد.